# Toungouma
 (juillet 2014).
Toungouma est une pierre sacrée que le peuple Azna, de confession Bori, utilise pour les jugements ou pour prédire les choses cachées.
Cette pierre sacrée se trouve dans la brousse de Korgonno dans les alentours du site de Lougou, village natal de la Sarraounia Mangou et site inscrit depuis 2006 sur la liste indicative de l'UNESCO.
La pierre est encore utilisée par l'actuelle Sarraounia.